# Santa Maria del Buon Consiglio a Porta Furba

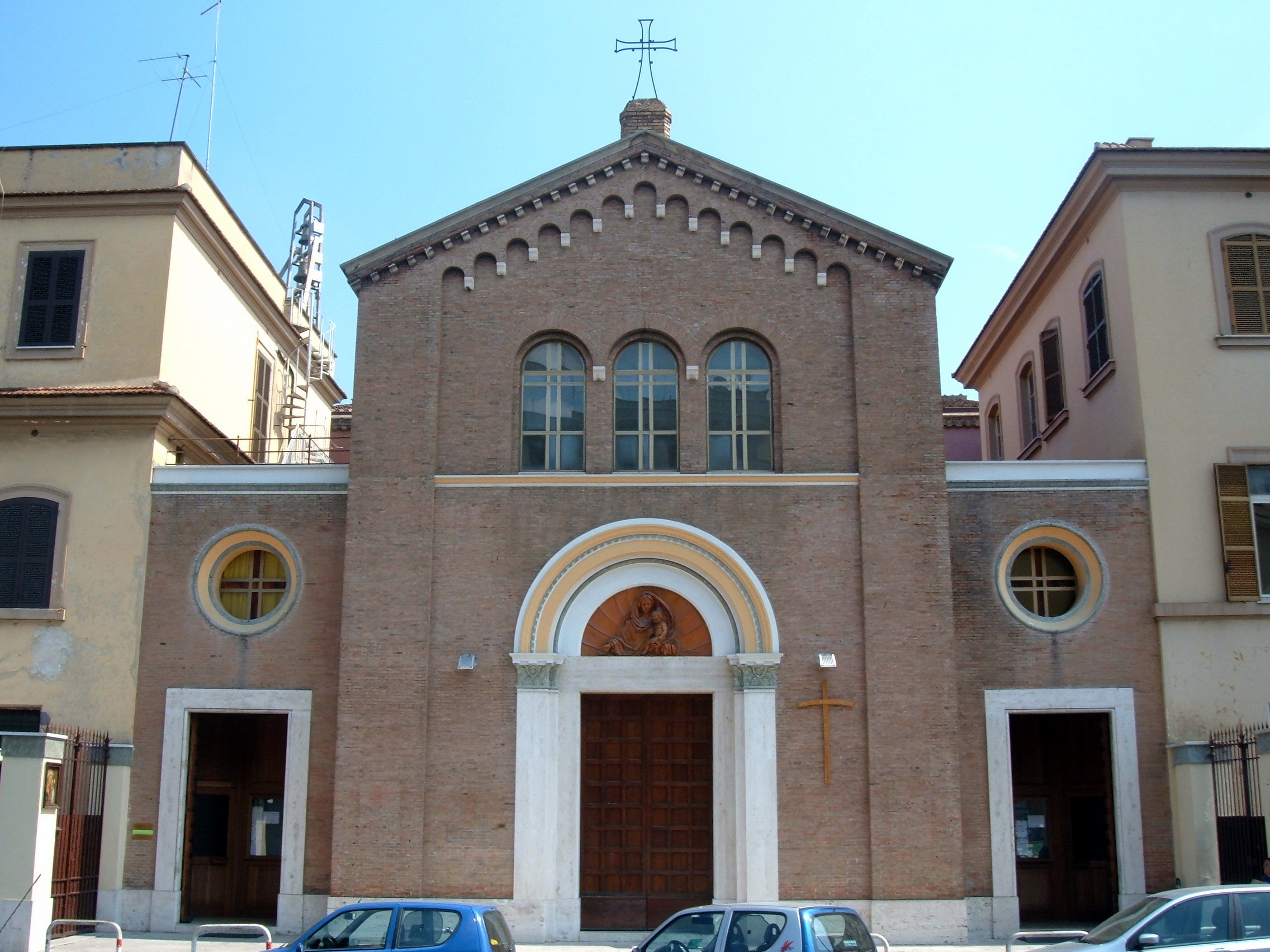
Vista da fachada.

Santa Maria del Buon Consiglio a Porta Furba é uma igreja de Roma localizada na Via Tuscolana, 613, no quartiere Tuscolano. É dedicada a Nossa Senhora do Bom Conselho.

## História
Esta igreja foi construída em 1916 com base num projeto do arquiteto Costantino Sneider — responsável também pelas igrejas de Santa Maria Immacolata e San Giovanni Berchmans e Ognissanti — e aberta ao público em 9 de abril do mesmo ano. O primeiro edifício era bem pequeno, com uma pequena nave com corredores terminando numa abside. Este desenho se revelou inadequado e uma grande reforma foi realizada em 1955 por Paolo Stefani. Ele demoliu a abside antiga, construiu um grande transepto e reconstruiu uma nova depois dele. Ele também se manteve fiel ao estilo geral da obra de Sneider.

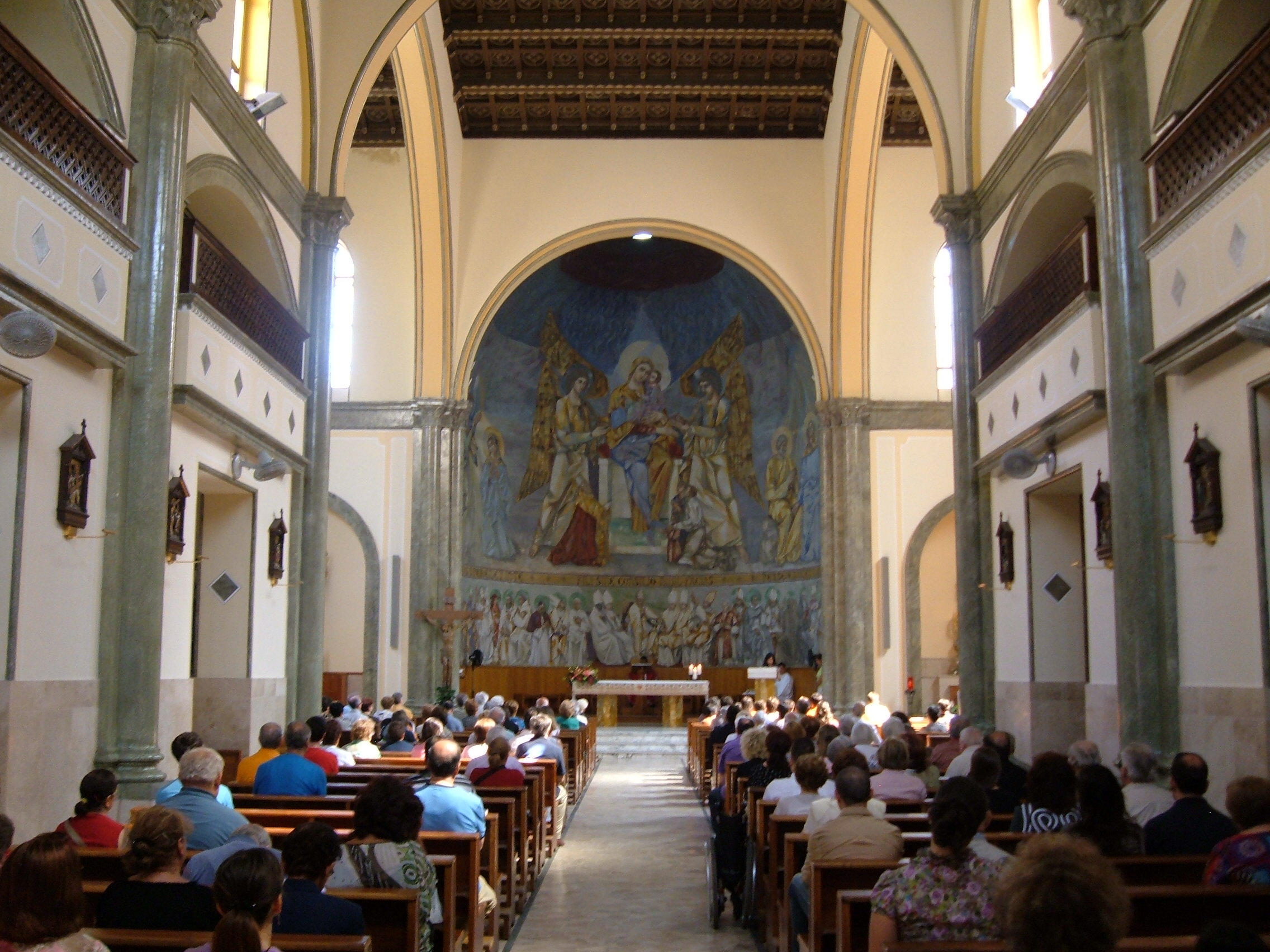
Vista do interior.

Em 1963, a abside foi afrescada por Carlo Mariani e, em 1988, um belo relevo em terracota de Nossa Senhora foi encomendado para decorar a fachada. Depois de alguma alteração no início da década de 1970, o presbitério foi remodelado em 2002.
Em 6 de dezembro de 1992, foi visitada pelo papa São João Paulo II.
Ela é sede de uma paróquia criada em 26 de julho de 1919 pelo papa Bento XV através da carta apostólica Inter officia Ecclesiae. 